# Étamine
Cet article concerne l'organe mâle de la reproduction chez les végétaux supérieurs. Pour le tissu, voir Étamine (tissu).

Schéma d'une fleur mature.

Une étamine est l'unité de l'appareil reproducteur mâle (l'androcée) chez les plantes à fleurs (ou angiospermes). Cet organe assure avec les carpelles la reproduction.
L'étamine se compose d'un filet et d'une anthère au sommet, portant elle-même les loges qui produisent et contiennent le pollen. L'androcée est généralement composé de 5 étamines (pentamérie).

## Description

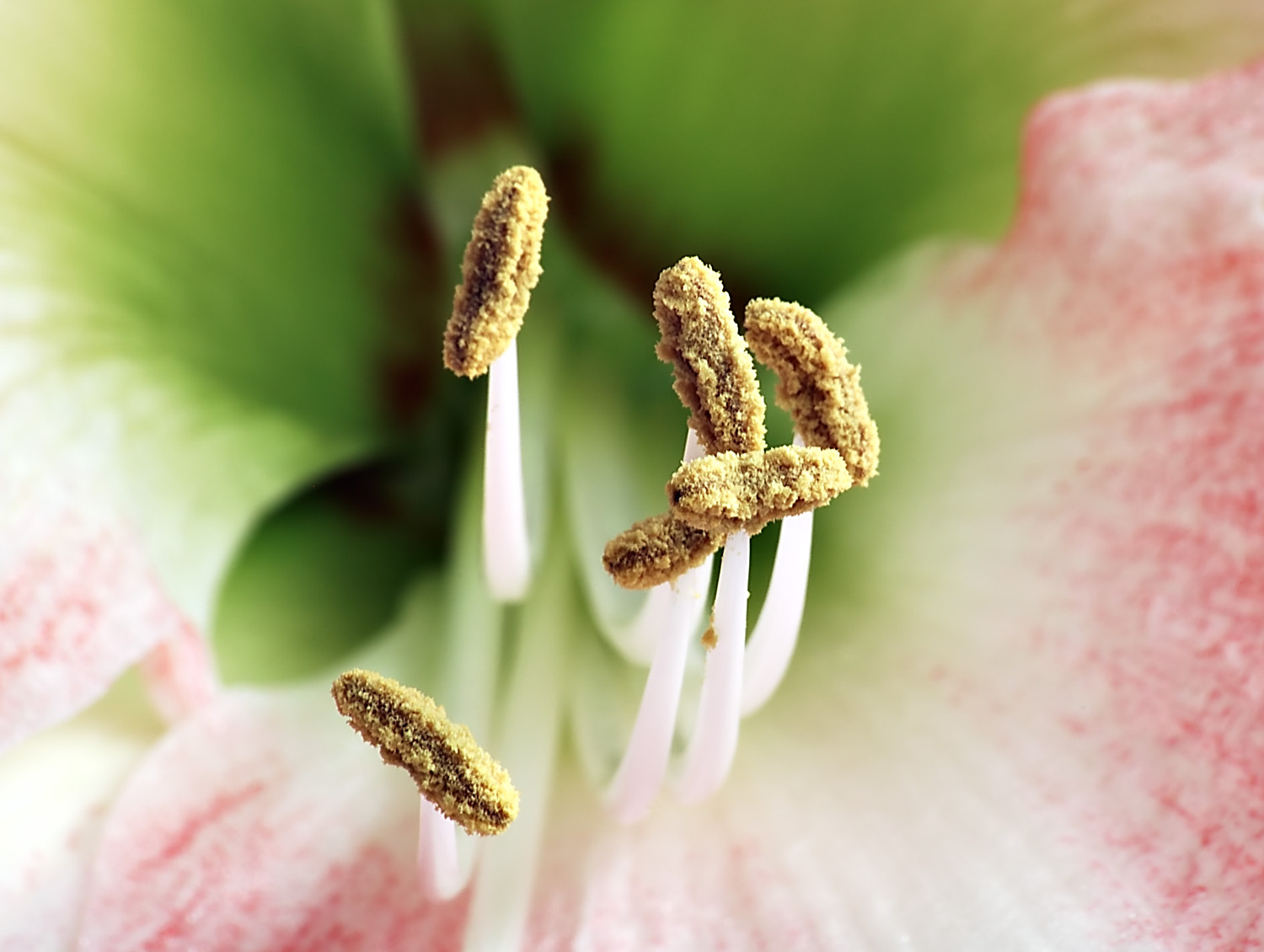
Étamines d'une amaryllis

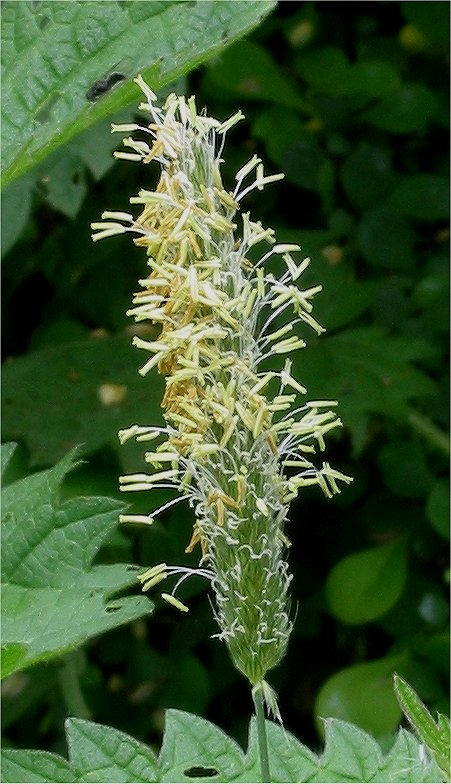
Épi de vulpin des prés en floraison.

Chaque étamine est formée de trois parties :
- le filet, fine « tige » portant l'anthère ;
- le connectif : c'est la partie centrale de l'anthère située dans le prolongement du filet et généralement très peu développée. Parfois le connectif se développe formant une sorte de fléau transversal (cas des sauges par exemple) ;
- l'anthère : c'est la partie fertile de l'étamine, constituée des sacs polliniques réunis en deux loges.

Généralement le filet est grêle, souvent de section circulaire, mais susceptible de nombreuses variations de forme selon les espèces. Le filet peut avoir une longueur nulle, l'anthère est alors sessile. Il peut être ramifié, portant plusieurs anthères. Il peut avoir une forme aplatie, comme un limbe de feuille, ou comme un pétale, c'est le cas notamment chez les nymphaeas. Il peut aussi être soudé aux filets voisins. Le point d'insertion du filet sur l'anthère peut se trouver à la base, au sommet ou au milieu de celle-ci. Ce dernier cas est celui rencontré chez les poacées (graminées) notamment.
Une étamine rudimentaire, dont l'anthère a avorté, est appelée staminode.